# Myōjō
Myōjō (明星, nom que pot ser traduït com «Estel brillant» o «Venus») va ser una revista literària japonesa publicada entre 1900 i 1908, fundada a Tòquio pel poeta i creador de la Shinshisha o Societat de la Nova Poesia Yosano Tekkan. Va tenir com a l'objectiu renovar la poesia japonesa, raó per la qual va esdevenir molt popular entre els poetes més joves, tot i que no va tenir el suport dels cercles literaris. Comptà amb la col·laboració d'importants poetes de l'època.
La revista va néixer arran de la creació de la Shinshisha o Societat de la Nova Poesia, fundada 1900 per Yosano Tekkan, que el mateix any va donar inici a la publicació per tal de promoure la reforma del waka i afavorir el shinpa wakal, és a dir la composició de poemes japonesos seguint el nou estil d'acord amb els corrents romàntic i estètic. L'abril de 1900 va aparèixer el primer número de la revista i Yosano en va esdevenir el seu editor. La revista va ser un mitjà de publicació important per a molts poetes romàntics del moment, va tenir molta popularitat entre els més joves, però va ser criticada dels cercles literaris.
Juntament amb Tekkan, a la revista hi van participar figures destacades de la poesia japonesa de l'època com Kitahara Hakushū, Yoshii Isamu, Mori Ōgai o Ishikawa Takuboku, que van contribuir a la idea de la revista de revitalitzar la poesia japonesa i especialment a la transformació del tanka. Va ser notable també la participació de la poetessa Hō Akiko, que va publicar assíduament les seves poesies tanka, va col·laborar en l'edició de la revista i que, a més, l'any 1901 es va casar amb el fundador, Yosano Tekkan.
La influència del moviment romàntic europeu, els principals referents eren Lord Byron i Goethe, però també alguns autors d'estètica victoriana. D'acord amb l'opinió de crítics literaris contemporanis i posterior, la influència que va tenir la revista i el seu estil romàntic en la literatura japonesa posterior va ser molt important, fins al punt de dir que amb Myōjō va començar el moviment romàntic al Japó. Alguns acadèmics també han afirmat que l'estil que segui conduïa a la composició d'un vers simbolista, posant les bases de la revolució modernista de la poesia japonesa. En qualsevol cas, s'afirma que sense aquesta revista no haurien tingut cabuda alguns artistes que van treballar a la revista com Kitahara Hakushū o Ishikawa Takuboku.
La revista va deixar de publicar-se el 1908 causa de l'abandó d'alguns membres clau, en el moment que havia arribat als 110 números.